# Kovland
Kovland is een plaats in de gemeente Sundsvall in het landschap Medelpad en de provincie Västernorrlands län in Zweden. De plaats heeft 476 inwoners (2005) en een oppervlakte van 48 hectare. De plaats ligt aan de rivier de Sättnaån.

## Verkeer en vervoer
Bij de plaats lopen de Riksväg 86 en Länsväg 320.